# Undercurrent (manga)
Pour les articles homonymes, voir Undercurrent (homonymie).
Undercurrent (アンダーカレント, Andākarento) est un seinen manga de Tetsuya Toyoda prépublié dans le magazine Monthly Afternoon de l'éditeur Kōdansha entre septembre 2004 et septembre 2005 puis publié en un volume relié en novembre 2005. 
La version française est éditée en un volume par Kana dans la collection « Made In » en septembre 2008 et est rééditée en avril 2015.

## Synopsis
Kanae gère avec sa tante les bains publics que tenait son père après la disparition étrange de son mari, Satoru, au cours d'un voyage avec le syndicat des bains. Elle ne possède aucun indice lui permettant de savoir s'il a disparu volontairement ou accidentellement. Les gens des alentours racontent diverses histoires qui expliquerait cette disparition, et notamment qu'il serait parti du fait du caractère fort de la jeune femme. Pour aider Kanae à tenir le Bain de la lune, le syndicat envoie Hori, un jeune homme étrange et discret. À la suite de la disparition d'une enfant, une blessure secrète de Kanae remonte à la surface. Elle l'ignore, mais l'événement qui a changé sa vie a également marqué une personne qu'elle a oublié...

## Manga
| no                                                                                           | Japonais         | Japonais          | Français          | Français      |
| no                                                                                           | Date de sortie   | ISBN              | Date de sortie    | ISBN          |
| -------------------------------------------------------------------------------------------- | ---------------- | ----------------- | ----------------- | ------------- |
| 1                                                                                            | 22 novembre 2005 | 978-4-06-372092-1 | 19 septembre 2008 | 9782505007647 |
| Le manga comprend onze chapitres, titrés respectivement de Undercurrent 1 à Undercurrent 11. |                  |                   |                   |               |

## Réception critique
Pour Stéphane Beaujean de dBD, « Undercurrent est une ode aux petites luttes quotidiennes, portée par une mise en scène exaltant le sentiment du Mono no aware nippon ».

## Distinctions

### Récompense
- 2009 : Prix Asie ACBD[6]

### Nomination
L'album est nommé en sélection officielle du Festival d'Angoulême 2009

### Édition japonaise
Kōdansha
1. 1 2  (ja) « Tome 1 ».

### Édition française
Kana
1. 1 2  (fr) « Tome 1 »(Archive.org • Wikiwix • Archive.is • Google • Que faire ?).